# Hiiu (hạt)
Hạt Hiiu (tiếng Estonia: Hiiu maakond), hay Hiiumaa, là một trong 15 hạt của Estonia. Đây là hạt có có dân số và diện tích nhỏ nhất. Hạt bao gồm Hiiumaa, đảo lớn thứ hai Estonia và nhiều đảo nhỏ gần nó. Thủ phủ đóng ở thị xã Kärdla. Hạt có diện tích km2, dân số 10.097 người (thời điểm tháng 1 năm 2009). Hạt này giáp hạt Lääne về phía đông và hạt Saare về phía nam. 

## Các công trình nổi bật
- Thái ấp Suuremõisa,
- Hải đăng Kõpu các mộ cổ,
- Cảng Suursadama,
- Hải đăng Tahkuna và phòng thủ duyên hải,
- Hải đăng Ristna,
- Sääretirp,
- Saarnaki laid và các đảo khác,
- Thị xã Kärdla,
- Tàn tích nhà thờ Käina,
- Cross-hill,
- Nhà thờ Reigi,
- Miệng thiên thạch Kärdla,
- Nhà nguyện Kassari.

## Khu tự quản

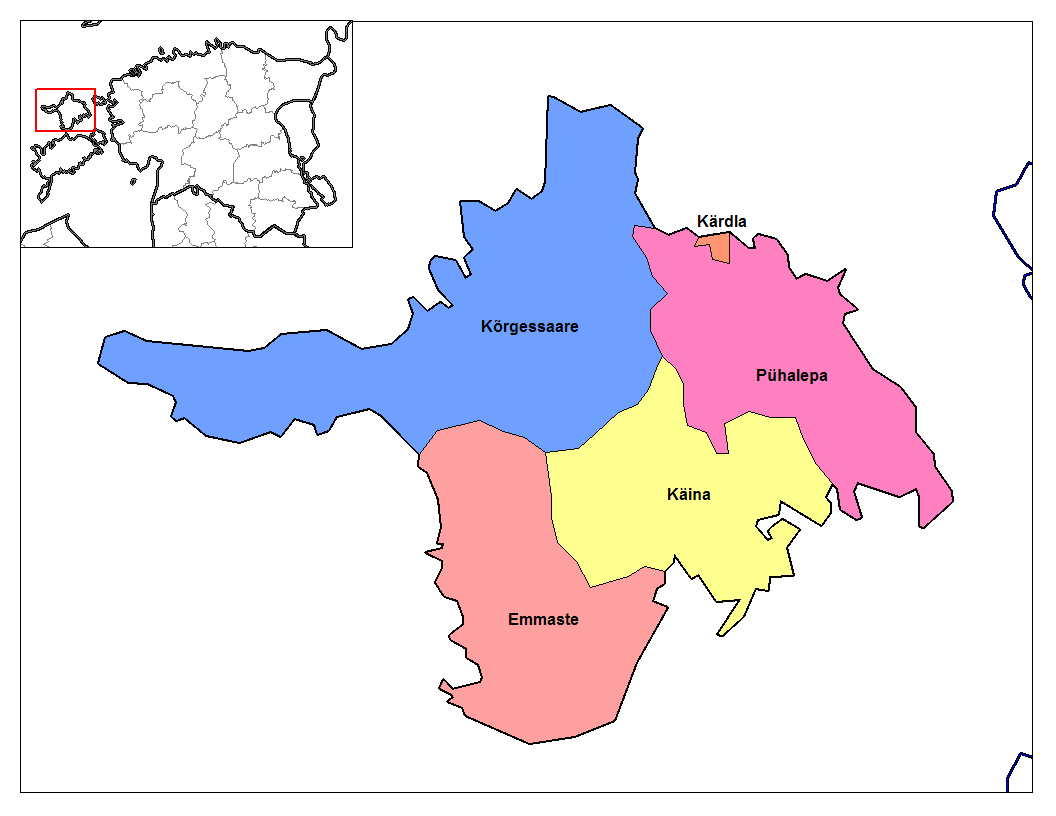
Các khu tự quản ở hạt Hiiu

Hạt được chia thành các khu tự quản. Có một khu tự quản thành thị (tiếng Estonia: linn – thành phố) và 4 khu tự quản nông thôn (tiếng Estonia: vallad – giáo khu) trong hạt Hiiu.
Khu tự quản thành thị:
- Kärdla

Khu tự quản nông thôn:
- Emmaste
- Kõrgessaare
- Käina
- Pühalepa